# Шинти

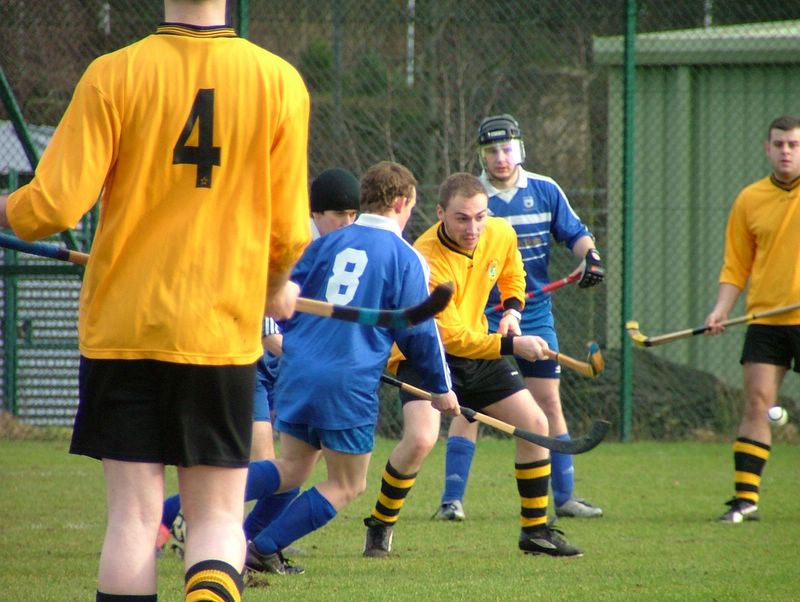
Процесс игры в шинти

Шинти (англ. shinty; гэльск. camanachd, iomain) — командная спортивная игра с клюшками и мячом (матчи проводятся на траве). Сейчас шинти распространён только в горной Шотландии, однако раньше в него играли и в Англии. Родственной шинти игрой в Ирландии является хёрлинг.
Шинти — один из предков хоккея с шайбой: шотландские эмигранты в Канаде играли в него на льду в Уинсоре (Новой Шотландии) около 1800 года.
Сейчас соревнования по шинти регулярно проводятся в Шотландии, есть клуб в Лондоне. В последние годы наметился рост интереса к шинти в Северной Америке. В 2014 году первые команды по шинти появились и в России.

## Правила
В шинти играют две команды по 12 человек в каждой (включая одного вратаря) Цель игры — забить мяч небольшого размера в ворота соперников с помощью клюшек. При этом можно использовать обе стороны клюшки и ударять по мячу в воздухе, а также с её помощью блокировать и захватывать соперников. В отличие от других подобных игр, в шинти отсутствует правило, «высоко поднятой клюшки». Кроме вратаря никто из игроков не имеет права играть руками, а ногами могут только останавливать мяч, но не ударять по нему.
Матч в шинти состоит из двух таймов, каждый из которох длится по 45 минут.

### Игровое поле
Поле для игры в шинти имеет длину от 65 до 75 метров (65-75 ярдов) и ширину от 128 до 155 метров (140—170 ярдов). В центре поля находится круг радиусом 5 метров, откуда судьей производиться вбрасывание мяча в начале каждого из таймов и после каждого взятия ворот. На лицевых сторонах поля находятся двое ворот шириной 3,66 метра (12 футов) и высотой 3,05 метра (10 футов).

## В культуре
- Британский комик Билли Коннолли в сентябре 2009 года выдвинул инициативу признать шинти шотландским национальным видом спорта вместо футбола в связи с тем, что сборная Шотландии показывает крайне неубедительную игру[4].